# Célula mucosa
A célula mucosa é bem-adaptada à produção, armazenamento e secreção de material protéico. São diferentes os produtos de secreção das células seromucosas e das célula mucosas, pois elas apresentam um componente enzimático menor e proteínas ligadas a maiores quantidades de carboidratos que formam mucinas. Essas diferenças refletem-se na estrutura da célula. Ao microscópio óptico, uma célula mucosa aparece como piramidal em sua base e com um núcleo achatado situado, também, na sua base. A porção apical da células não se cora fortemente pelo método do H/E (em contraste com a célula seromucosa) devido ao seu maior conteúdo de carboidrato. Assim, se uma célula mucosa for corada por técnicas que demostrem especificamente carboidratos seu citoplasma apical será corado intensamente.
Ultra-estruturalmente, a célula mucosa difere da célula seromucosa, por conter um complexo de Golgi mais proeminente (o qual reflete o metabolismo de carboidratos aumentado) e armazenar seu material de secreção sob a forma de gotícula. Nas células em repouso, o retículo endoplasmático rugoso e outras organelas citoplasmáticas (por exemplo, mitocôndrias) são menos evidentes do que nas células seromucosas e estão confinados, principalmente, à fase basolateral da célula. As interdigitações entre as células mucosas adjacentes tendem a ser menos numerosas do que entre as células seromucosas. Canalículos intercelulares (projeções digitiformes localizadas entre  células adjacentes) são encontrados em direção às semiluas e ocorrem entre as células mucosas.
Nas glândulas submandibulares e nas sublinguais, as células mucosas apresentaram m sistema complexo de pregas basais: nas glândulas labiais, as células mucosas exibem complexos interdigitações laterais.